# Eriocaulon ehrenbergianum
Eriocaulon ehrenbergianum är en gräsväxtart som beskrevs av Johann Friedrich Klotzsch och Friedrich August Körnicke. Eriocaulon ehrenbergianum ingår i släktet Eriocaulon och familjen Eriocaulaceae. Inga underarter finns listade i Catalogue of Life.